# Kapitanowie regenci San Marino (1243–1500)
Lista kapitanów regentów San Marino od 1243 do 1500
| Rok  | Semestr     | Kapitan regent                                                                     | Kapitan regent                                                                         |
| ---- | ----------- | ---------------------------------------------------------------------------------- | -------------------------------------------------------------------------------------- |
| 1243 | Październik | Oddone Scarito                                                                     | Filippo da Sterpeto                                                                    |
| 1253 | Kwiecień    | Oddone Scarito                                                                     | Andrea Superchi                                                                        |
| 1254 | Kwiecień    | Taddeo di Giovani Ardeli                                                           |                                                                                        |
| 1286 | Kwiecień    | Ugolino Baracone                                                                   |                                                                                        |
| 1302 | Kwiecień    | Giovanni di Causetta Giannini                                                      |                                                                                        |
| 1303 | Kwiecień    | Arimino Baracone                                                                   | Simone da Sterpeto                                                                     |
| 1321 | Kwiecień    | Venturuccio di Giannuccio                                                          |                                                                                        |
| 1323 | Kwiecień    | Giovanni di Causetta Giannini                                                      | Ugolino Fornaro                                                                        |
| 1325 |             | Ser Bonanni Notaio                                                                 | Mule Acatolli di Piandavello                                                           |
| 1331 | Kwiecień    | Ugucciolo da Valdragone                                                            |                                                                                        |
| 1336 |             | Venturuzzo di Franceschino                                                         | Muzolo da Bauti                                                                        |
| 1337 | Październik | Bentivegna da Valle                                                                | Foschino di Novello                                                                    |
| 1338 | Październik | Denaro Madroni                                                                     | Fosco Raffanelli                                                                       |
| 1339 | Kwiecień    | Ricevuto di Ughetto                                                                | Gioagnolo di Acaptolo                                                                  |
| 1341 | Kwiecień    | Bentivegna da Valle                                                                | Zanutino                                                                               |
| 1342 | Październik | Ricevuto di Ughetto                                                                | Foschino di Filipuccio                                                                 |
| 1343 |             | Franzolino di Chillo                                                               | Cecco di Chillo                                                                        |
| 1347 |             | Foschino Calcigni                                                                  |                                                                                        |
| 1351 | Kwiecień    | Francesco Pistori                                                                  | Ciapetta di Novello                                                                    |
| 1353 | Kwiecień    | Giovanni di Guiduccio                                                              | Nino di Simonino                                                                       |
| 1356 | Kwiecień    | Gioagnolo di Acaptolo                                                              | Paolo di Ceccolo                                                                       |
| 1357 |             | Giovanni di Guiduccio                                                              | Foschino Calcigni                                                                      |
| 1357 |             | Giovanni di Bianco                                                                 |                                                                                        |
| 1359 | Październik | Giovanni di Guiduccio                                                              | Corbello di Vita                                                                       |
| 1360 |             | Ciapetta di Novello                                                                | Nino di Simonino                                                                       |
| 1360 |             | Foschino Calcigni                                                                  | Giovanni di Bianco                                                                     |
| 1362 | Październik | Guidino di Giovanni                                                                | Giovanni di Guiduccio                                                                  |
| 1363 | Kwiecień    | Giovanni di Bianco                                                                 | Nino di Simonino                                                                       |
| 1364 |             | Guidino di Giovanni                                                                | Cecco di Chillo                                                                        |
| 1364 |             | Foschino Calcigni                                                                  | Corbello Giannini                                                                      |
| 1365 | Październik | Gioagnolo di Acaptolo                                                              | Ugolino di Giovanni Vanioli                                                            |
| 1366 | Kwiecień    | Nicolino di Ariminuccio                                                            | Vanne di Nomaiolo                                                                      |
| 1366 | Październik | Bartolino di Giovanni di Bianco                                                    | Nino di Simonino                                                                       |
| 1367 | Kwiecień    | Guidino di Giovanni                                                                | Paolo di Ceccolo                                                                       |
| 1367 | Październik | Gioagnolo di Ugolinuccio                                                           | Ghino Fabbro                                                                           |
| 1368 | Kwiecień    | Muciolino di Ciolo                                                                 | Giovanni di Riguccio                                                                   |
| 1368 | Październik | Corbello di Vita Giannini                                                          | Ugolino di Giovanni Vanioli                                                            |
| 1369 | Kwiecień    | Mignone Bauto                                                                      | Lunardino di Bernardo Fabbro                                                           |
| 1369 | Październik | Gioagnolo di Ugolinuccio                                                           | Giovanni di Riguccio                                                                   |
| 1370 | Kwiecień    | Ciappetta di Novello                                                               | Ugolino di Giovanni                                                                    |
| 1370 | Październik | Guidino di Giovanni                                                                | Paolo di Ceccolo                                                                       |
| 1371 | Kwiecień    | Nino di Simonino                                                                   | Maxio di Tonso Alberghetti                                                             |
| 1371 | Październik | Mucciolino di Ciolo                                                                | Bartolino di Giovanni di Bianco                                                        |
| 1372 | Kwiecień    | Corbello di Vita Giannini                                                          | Mignone Bauto                                                                          |
| 1372 | Październik | Giovanni di Riguccio                                                               | Martino di Guerolo Pistori                                                             |
| 1373 | Kwiecień    | Ugolino di Giovanni                                                                | Lunardino di Bernardo                                                                  |
| 1373 | Październik | Paolo di Ceccolo                                                                   | Antonio di Mula                                                                        |
| 1374 | Kwiecień    | Andrea di Nanne                                                                    | Guidino di Giovanni                                                                    |
| 1374 | Październik | Giovanni di Riguccio                                                               | Gozio di Mucciolino                                                                    |
| 1375 | Kwiecień    | Ugolino di Giovanni                                                                | Paolino di Giovanni di Bianco                                                          |
| 1378 | Kwiecień    | Lunardino di Bernardo                                                              | Simone di Belluzzo                                                                     |
| 1378 | Październik | Gozio di Mucciolino                                                                | Ondedeo di Tonso                                                                       |
| 1380 | Październik | Paolo di Ceccolo                                                                   | Bartolino di Antonio                                                                   |
| 1381 | Kwiecień    | Lunardino di Bernardo                                                              | Samperino di Giovanni                                                                  |
| 1381 | Październik | Maxio di Tonso                                                                     | Niccolò di Giove                                                                       |
| 1382 | Kwiecień    | Ugolino di Giovanni                                                                | Giovanni di Andrea                                                                     |
| 1382 | Październik | Giangio di Ceccolo                                                                 | Bernardo di Guerolo                                                                    |
| 1383 | Kwiecień    | Paolino di Giovanni di Bianco                                                      | Guidino di Foschino                                                                    |
| 1383 | Październik | Lunardino di Bernardo                                                              | Giannino di Cavalluccio                                                                |
| 1384 | Kwiecień    | Samperino di Giovanni                                                              | Martino di Guerolo de Pistori                                                          |
| 1384 | Październik | Paolo di Ceccolo                                                                   | Benetino di Fosco                                                                      |
| 1386 | Kwiecień    | Giovanni di Francesco                                                              | Gozio di Mucciolino                                                                    |
| 1390 | Październik | Gozio di Mucciolino                                                                | Bartolino di Antonio                                                                   |
| 1391 | Kwiecień    | Giovanni di Francesco                                                              | Menguccio di Simonino                                                                  |
| 1391 | Październik | Maxio di Tonso                                                                     | Lunardino di Bernardo                                                                  |
| 1392 | Kwiecień    | Paolo di Ceccolo                                                                   | Simone di Belluzzo                                                                     |
| 1392 | Październik | Samperino di Giovanni                                                              | Giannino di Cavalluccio                                                                |
| 1393 | Kwiecień    | Gozio di Mucciolino                                                                | Antonio Tegna                                                                          |
| 1393 | Październik | Bartolino di Antonio                                                               | Nicolò di Giove                                                                        |
| 1394 | Kwiecień    | Lunardino di Bernardo                                                              | Martino di Guerolo de Pistori                                                          |
| 1394 | Październik | Ugolino di Giovanni                                                                | Cecco di Alessandro                                                                    |
| 1395 | Kwiecień    | Vita di Corbello                                                                   | Giovanni di Andrea                                                                     |
| 1395 | Październik | Simone di Belluzzo                                                                 | Rigone di Giovanni                                                                     |
| 1396 | Kwiecień    | Samperino di Giovanni                                                              | Giovanni di Francesco                                                                  |
| 1396 | Październik | Paolino di Giovanni di Bianco                                                      | Giovanni di Pasino                                                                     |
| 1397 | Kwiecień    | Bartolino di Antonio                                                               | Giacomino di Paolo                                                                     |
| 1397 | Październik | Nicolò di Giove                                                                    | Marino di Ghino Fabbro                                                                 |
| 1398 | Kwiecień    | Marino di Fosco                                                                    | Giovanni di Andrea                                                                     |
| 1398 | Październik | Gozio di Mucciolino                                                                | Rigone di Giovanni                                                                     |
| 1399 | Kwiecień    | Giovanni di Guidino                                                                | Simone di Belluzzo                                                                     |
| 1399 | Październik | Martino di Guerolo de Pistori                                                      | Antonio di Tegna                                                                       |
| 1400 | Kwiecień    | Paolino di Giovanni di Bianco                                                      | Francesco di Corbello                                                                  |
| 1400 | Październik | Ugolino di Giovanni                                                                | Betto di Guerolo                                                                       |
| 1401 | Kwiecień    | Giovanni di Francesco                                                              | Bettino di Paolo                                                                       |
| 1401 | Październik | Bartolino di Antonio                                                               | Michelino di Paoluccio                                                                 |
| 1402 | Kwiecień    | Gozio di Mucciolino                                                                | Landolino di Nicolino                                                                  |
| 1402 | Październik | Simone di Menghino                                                                 | Rigone di Giovanni                                                                     |
| 1403 | Kwiecień    | Vita di Corbello                                                                   | Simone di Belluzzo                                                                     |
| 1403 | Październik | Martino di Guerolo de Pistori                                                      | Antonio Lunardini                                                                      |
| 1404 | Kwiecień    | Paolino di Giovanni Bianco                                                         | Betto di Tura                                                                          |
| 1404 | Październik | Antonio di Tegna                                                                   | Antonio di Marino di Fosco                                                             |
| 1405 | Kwiecień    | Giovanni di Guidino (zmarł podczas kadencji, zastąpiony przez Michele di Giovanni) | Bettino di Paolo                                                                       |
| 1405 | Październik | Marino di Ghino                                                                    | Foschino di Benedetto Madroni                                                          |
| 1406 | Kwiecień    | Giovanni di Francesco de Pistori                                                   | Giovanni di Nino de' Gherardi                                                          |
| 1406 | Październik | Antonio Lunardini                                                                  | Giovanni di Pasino                                                                     |
| 1407 | Kwiecień    | Gozio di Mucciolino                                                                | Giovanni di Cecco di Alessandro                                                        |
| 1407 | Październik | Paolino di Giovanni di Bianco                                                      | Michelino di Paoluccio                                                                 |
| 1408 | Kwiecień    | Bartolino di Antonio                                                               | Michelino di Berardo                                                                   |
| 1408 | Październik | Simone di Menghino de Calcigni                                                     | Benedetto di Tosetto                                                                   |
| 1409 | Kwiecień    | Giovanni di Francesco                                                              | Giacomino di Paolo                                                                     |
| 1409 | Październik | Rigone di Giovanni                                                                 | Antonio di Tegna                                                                       |
| 1410 | Kwiecień    | Vita di Corbello                                                                   | Bettino di Paolo                                                                       |
| 1410 | Październik | Michelino di Paoluccio                                                             | Sante Lunardini                                                                        |
| 1411 | Kwiecień    | Simone di Belluzzo                                                                 | Antonio di Marino di Fosco                                                             |
| 1411 | Październik | Paolo di Carbone                                                                   | Giovanni di Pasino Benvegnudi                                                          |
| 1412 | Kwiecień    | Simone di Menghino de Calcigni                                                     | Foschino di Benedetto Madroni                                                          |
| 1412 | Październik | Antonio di Segna                                                                   | Giovanni di Ugolino di Giovanni                                                        |
| 1413 | Kwiecień    | Paolino di Giovanni di Bianco                                                      | Giovanni di Paolino Vitola                                                             |
| 1413 | Październik | Francesco di Bartoccino                                                            | Michelino di Paoluccio                                                                 |
| 1414 | Kwiecień    | Antonio Lunardini                                                                  | Antonio di Marino di Fosco                                                             |
| 1414 | Październik | Benedetto di Tosetto                                                               | Michelino di Berardo                                                                   |
| 1415 | Kwiecień    | Bettino di Paolo                                                                   | Silvestro di Cecco                                                                     |
| 1415 | Październik | Paolino di Giovanni di Bianco                                                      | Antonio di Simone Belluzzi                                                             |
| 1416 | Kwiecień    | Antonio Lunardini                                                                  | Giovanni di Paolino Vitola                                                             |
| 1416 | Październik | Michelino di Paoluccio                                                             | Giovanni di Pasino Benvegnudi                                                          |
| 1417 | Kwiecień    | Simone di Menghino Calcigni                                                        | Foschino di Benedetto Madroni                                                          |
| 1417 | Październik | Giovanni di Ugolino di Giovanni                                                    | Cecco di Marino di Fosco                                                               |
| 1418 | Kwiecień    | Sante Lunardini                                                                    | Bettino di Paolo                                                                       |
| 1418 | Październik | Antonio di Marino di Fosco                                                         | Antonio di Tegna                                                                       |
| 1419 | Kwiecień    | Paolino di Giovanni di Bianco                                                      | Foschino di Benedetto Madroni                                                          |
| 1419 | Październik | Giovanni di Paolino Vitola                                                         | Benedetto di Tosetto                                                                   |
| 1420 | Kwiecień    | Antonio di Tegna                                                                   | Cristofaro di Paolo Carboni                                                            |
| 1420 | Październik | Antonio di Marino di Fosco                                                         | Antonio Giannini                                                                       |
| 1421 | Kwiecień    | Antonio di Simone Belluzzi                                                         | Giovanni di Pasino Benvegnudi                                                          |
| 1421 | Październik | Bettino di Paolo                                                                   | Sante Lunardini                                                                        |
| 1422 | Kwiecień    | Cristofaro di Paolo Carboni                                                        | Antonio Giannini                                                                       |
| 1422 | Październik | Francesco di Bartoccino                                                            | Antonio di Benedetto Tosetto                                                           |
| 1423 | Kwiecień    | Antonio Lunardini                                                                  | Simone di Menghino Calcigni                                                            |
| 1423 | Październik | Antonio di Marino Di Fosco                                                         | Giovanni di Paolino Vitola                                                             |
| 1424 | Kwiecień    | Antonio di Tegna                                                                   | Antonio di Simone Belluzzi                                                             |
| 1424 | Październik | Sante Lunardini                                                                    | Baldassarre di Giovanni                                                                |
| 1425 | Kwiecień    | Giovanni di Paolino                                                                | Antonio di Rigo                                                                        |
| 1425 | Październik | Antonio di Marino di Fosco                                                         | Lorenzo di Piero                                                                       |
| 1426 | Kwiecień    | Francesco di Bartoccino                                                            | Francesco di Simone Belluzzi                                                           |
| 1426 | Październik | Sante Lunardini                                                                    | Francesco di Betto                                                                     |
| 1427 | Kwiecień    | Cristofaro di Paolo                                                                | Antonio di Benedetto                                                                   |
| 1427 | Październik | Giovanni di Pasino                                                                 | Andrea di Cecco                                                                        |
| 1428 | Kwiecień    | Antonio di Tegna                                                                   | Antonio di Marino di Fosco                                                             |
| 1428 | Październik | Sante Lunardini                                                                    | Antonio Giannini                                                                       |
| 1429 | Kwiecień    | Antonio di Rigo                                                                    | Andrea di Cecco                                                                        |
| 1429 | Październik | Antonio di Simone Belluzzi                                                         | Giovanni di Pasino Benvegnudi                                                          |
| 1430 | Kwiecień    | Francesco di Simone Belluzzi                                                       | Giovanni di Antonio                                                                    |
| 1430 | Październik | Sante Lunardini                                                                    | Benetino di Paolino                                                                    |
| 1431 | Kwiecień    | Antonio di Simone Belluzzi                                                         | Antonio di Rigo                                                                        |
| 1431 | Październik | Giovanni di Antonio                                                                | Antonio di Bartolino                                                                   |
| 1432 | Kwiecień    | Luigi di Vita                                                                      | Baldassarre di Giovanni                                                                |
| 1432 | Październik | Sante Lunardini                                                                    | Tommaso di Antonio                                                                     |
| 1433 | Kwiecień    | Antonio di Simone Belluzzi                                                         | Andrea di Cecco                                                                        |
| 1433 | Październik | Antonio di Benedetto                                                               | Barnaba di Antonio Lunardini                                                           |
| 1434 | Kwiecień    | Andrea di Michelino                                                                | Francesco di Betto                                                                     |
| 1434 | Październik | Benetino di Paolino                                                                | Luigi di Vita                                                                          |
| 1435 |             | Giovanni di Antonio Lunardini                                                      | Ciono di Giovanni                                                                      |
| 1436 | Kwiecień    | Antonio di Simone Belluzzi                                                         | Antonio Giannini                                                                       |
| 1436 | Październik | Francesco di Simone Belluzzi                                                       | Michele di Giovanni                                                                    |
| 1437 | Kwiecień    | Andrea di Cecco                                                                    | Francesco di Bartolo                                                                   |
| 1437 | Październik | Francesco di Menghino                                                              | Giovanni di Antonio                                                                    |
| 1438 | Kwiecień    | Niccolò di Michelino                                                               | Barnaba di Antonio Lunardini                                                           |
| 1438 | Październik | Tommaso di Antonio                                                                 | Antonio di Simone Belluzzi                                                             |
| 1439 | Kwiecień    | Luigi di Vita                                                                      | Niccolò di Sabattino                                                                   |
| 1439 | Październik | Sante Lunardini                                                                    | Bianco di Antonio                                                                      |
| 1440 | Kwiecień    | Barnaba di Antonio Lunardini                                                       | Antonio Giannini                                                                       |
| 1440 | Październik | Antonio di Simone Belluzzi                                                         | Giacomo d'Antonio Sammaritani                                                          |
| 1441 | Kwiecień    | Filippo di Giovanni Caccia                                                         | Niccolò di Michelino                                                                   |
| 1441 | Październik | Marino Calcigni                                                                    | Tommaso di Antonio                                                                     |
| 1442 | Kwiecień    | Francesco di Simone Belluzzi                                                       | Cecco di Giovanni da Valle                                                             |
| 1442 | Październik | Michele di Giovanni di Pasino                                                      | Bianco di Antonio                                                                      |
| 1443 | Kwiecień    | Barnaba di Antonio Lunardini                                                       | Mengo di Antonio                                                                       |
| 1443 | Październik | Luigi di Vita                                                                      | Menghino di Francesco Calcigni                                                         |
| 1444 | Kwiecień    | Francesco di Niccolò                                                               | Giacomo d'Antonio Sammaritani                                                          |
| 1444 | Październik | Antonio di Simone Belluzzi                                                         | Cecco di Giovanni da Valle                                                             |
| 1445 | Kwiecień    | Niccolò di Michelino                                                               | Bartolo di Francesco                                                                   |
| 1445 | Październik | Cristofaro di Paolo                                                                | Antonio Giannini                                                                       |
| 1446 | Kwiecień    | Giacomo d'Antonio Sammaritani                                                      | Bartolo di Angelo di Ciono                                                             |
| 1446 | Październik | Bianco d'Antonio                                                                   | Cecco di Giovanni da Valle                                                             |
| 1447 | Kwiecień    | Menghino di Francesco Calcigni                                                     | Marino di Fosco (zmarł podczas kadencji, zastąpiony przez Vita di Giovanni di Paolino) |
| 1447 | Październik | Francesco di Niccolò                                                               | Filippo di Antonio Madroni                                                             |
| 1448 | Kwiecień    | Barnaba di Antonio Lunardini                                                       | Giacomo d'Antonio Sammaritani                                                          |
| 1448 | Październik | Baldassarre di Giovanni                                                            | Cecco di Giovanni da Valle                                                             |
| 1449 | Kwiecień    | Bartolo di Angelo di Ciono                                                         | Venturuccio di Lorenzo                                                                 |
| 1449 | Październik | Bianco di Antonio                                                                  | Simone di Antonio Belluzzi                                                             |
| 1450 | Kwiecień    | Francesco di Simone Belluzzi                                                       | Matteo di Mucciolo (zmarł podczas kadencji, zastąpiony przez Marino di Venturino)      |
| 1450 | Październik | Menghino di Francesco Calcigni                                                     | Mengo di Antonio                                                                       |
| 1451 | Kwiecień    | Cecco di Giovanni da Valle                                                         | Simone di Antonio Belluzzi                                                             |
| 1451 | Październik | Niccolò di Michelino                                                               | Paolo di Angelo di Ciono                                                               |
| 1452 | Kwiecień    | Giacomo d'Antonio Sammaritani                                                      | Andrea di Cecco                                                                        |
| 1452 | Październik | Cecco di Giovanni da Valle                                                         | Simone di Marino di Giovanni                                                           |
| 1453 | Kwiecień    | Simone di Antonio Belluzzi                                                         | Bartolo di Michele                                                                     |
| 1453 | Październik | Menghino di Francesco Calcigni                                                     | Filippo di Antonio Madroni                                                             |
| 1454 | Kwiecień    | Bartolo di Antonio Tegna                                                           | Girolamo di Francesco Belluzzi                                                         |
| 1454 | Październik | Cecco di Giovanni da Valle                                                         | Francesco di Giuliano Righi                                                            |
| 1455 | Kwiecień    | Simone di Antonio Belluzzi                                                         | Andrea di Cecco                                                                        |
| 1455 | Październik | Giacomo d'Antonio Samaritani                                                       | Bartolo di Giovanni di Casalino                                                        |
| 1456 | Kwiecień    | Girolamo di Francesco Belluzzi                                                     | Riccio di Andrea                                                                       |
| 1456 | Październik | Niccolò di Michelino                                                               | Girolamo di Antonio                                                                    |
| 1457 | Kwiecień    | Bianco di Antonio                                                                  | Bartolo di Michele                                                                     |
| 1457 | Październik | Simone di Antonio Belluzzi                                                         | Marino di Venturino                                                                    |
| 1458 | Kwiecień    | Girolamo di Francesco Belluzzi                                                     | Cecco di Giovanni da Valle                                                             |
| 1458 | Październik | Menghino di Francesco Calcigni                                                     | Andrea di Cecco (zmarł podczas kadencji zastąpiony przez Bartolo di Michele Pasini)    |
| 1459 | Kwiecień    | Bianco di Antonio                                                                  | Bartolo di Antonio                                                                     |
| 1459 | Październik | Giacomo d'Antonio Sammaritani                                                      | Polinoro di Antonio Lunardino                                                          |
| 1460 | Kwiecień    | Marino di Venturino                                                                | Riccio di Andrea                                                                       |
| 1460 | Październik | Cecco di Giovanni da Valle                                                         | Simone di Marino di Giovanni                                                           |
| 1461 | Kwiecień    | Simone di Antonio Belluzzi                                                         | Francesco di Giovanni Sabattini                                                        |
| 1461 | Październik | Menetto di Menetto Bonelli                                                         | Bianco di Antonio                                                                      |
| 1462 | Kwiecień    | Bartolo di Antonio                                                                 | Marino di Antonio Giannini                                                             |
| 1462 | Październik | Giacomo di Antonio Sammaritani                                                     | Riccio di Andrea                                                                       |
| 1463 | Kwiecień    | Girolamo di Francesco Belluzzi                                                     | Maurizio di Antonio                                                                    |
| 1463 | Październik | Cecco di Giovanni da Valle                                                         | Pasquino di Antonio                                                                    |
| 1464 | Kwiecień    | Marino Venturini                                                                   | Simone di Cecco di Benetto                                                             |
| 1464 | Październik | Simone di Antonio Belluzzi                                                         | Giovanni Calcigni                                                                      |
| 1465 | Kwiecień    | Bianco di Antonio                                                                  | Paolo di Angelo di Ciono                                                               |
| 1465 | Październik | Bartolo di Antonio                                                                 | Simone di Baldo                                                                        |
| 1466 | Kwiecień    | Pasquino di Antonio                                                                | Marino di Venturino                                                                    |
| 1466 | Październik | Girolamo di Francesco Belluzzi                                                     | Cecco di Giovanni da Valle                                                             |
| 1467 | Kwiecień    | Giacomo di Marino                                                                  | Riccio di Andrea                                                                       |
| 1467 | Październik | Simone di Antonio Belluzzi                                                         | Maurizio di Antonio                                                                    |
| 1468 | Kwiecień    | Marino di Venturino                                                                | Marino Giangi                                                                          |
| 1468 | Październik | Lodovico di Marino Calcigni                                                        | Cecco di Giovanni da Valle                                                             |
| 1469 | Kwiecień    | Bianco di Antonio                                                                  | Simone di Marino di Giovanni                                                           |
| 1469 | Październik | Bartolo di Antonio                                                                 | Menetto di Menetto Bonelli                                                             |
| 1470 | Kwiecień    | Girolamo di Francesco Belluzzi                                                     | Paolo di Angelo di Ciono                                                               |
| 1470 | Październik | Fabrizio di Pier Leone Corbelli                                                    | Riccio di Andrea                                                                       |
| 1471 | Kwiecień    | Giacomo di Marino                                                                  | Cecco di Giovanni da Valle                                                             |
| 1471 | Październik | Giacomo d'Antonio Sammaritani                                                      | Marino di Venturino                                                                    |
| 1472 | Kwiecień    | Maurizio di Antonio                                                                | Sabatino di Bianco                                                                     |
| 1472 | Październik | Girolamo di Francesco Belluzzi                                                     | Simone di Antonio Belluzzi                                                             |
| 1473 | Kwiecień    | Cecco di Giovanni da Valle                                                         | Serafino di Michele                                                                    |
| 1473 | Październik | Menetto di Menetto Bonelli                                                         | Sabatino di Bianco                                                                     |
| 1474 | Kwiecień    | Bartolo di Antonio                                                                 | Pasquino di Antonio                                                                    |
| 1474 | Październik | Serafino di Michele                                                                | Marino d'Antonio Giannini                                                              |
| 1475 | Kwiecień    | Simone di Antonio Belluzzi                                                         | Simone di Cecco di Benetto                                                             |
| 1475 | Październik | Antonio di Marino                                                                  | Simone di Marino di Giovanni                                                           |
| 1476 | Kwiecień    | Bianco di Antonio                                                                  | Giovanni di Menghino Calcigni                                                          |
| 1476 | Październik | Bartolo di Antonio                                                                 | Marino di Venturino                                                                    |
| 1477 | Kwiecień    | Simone di Cecco Benetto                                                            | Marino di Antonio Giannini                                                             |
| 1477 | Październik | Simone di Antonio Belluzzi                                                         | Lodovico di Michele Pasini                                                             |
| 1478 | Kwiecień    | Giovanni di Menghino Calcigni                                                      | Simone di Marino di Giovanni                                                           |
| 1478 | Październik | Marino di Venturino                                                                | Sabatino di Bianco                                                                     |
| 1479 | Kwiecień    | Antonio di Marino                                                                  | Evangelista di Girolamo Belluzzi                                                       |
| 1479 | Październik | Menetto di Menetto Bonelli                                                         | Fabrizio di Pier Leone Corbelli                                                        |
| 1480 | Kwiecień    | Riccio di Andrea                                                                   | Marino Samaritani                                                                      |
| 1480 | Październik | Evangelista di Girolamo Belluzzi                                                   | Antonio di Polinoro Lunardini                                                          |
| 1481 | Kwiecień    | Marino di Venturino                                                                | Fabrizio di Pier Leone Corbelli                                                        |
| 1481 | Październik | Bartolo di Antonio                                                                 | Maurizio di Antonio Lunardini                                                          |
| 1482 | Kwiecień    | Simone di Antonio Belluzzi                                                         | Marino Sammaritani                                                                     |
| 1482 | Październik | Evangelista di Girolamo Belluzzi                                                   | Antonio di Polinoro Lunardini                                                          |
| 1483 | Kwiecień    | Antonio di Marino                                                                  | Marino di Antonio Giannini                                                             |
| 1483 | Październik | Giovanni di Menghino Calcigni                                                      | Antonio di Girolamo                                                                    |
| 1484 | Kwiecień    | Riccio di Andrea di Antonio                                                        | Simone di Marino di Giovanni                                                           |
| 1484 | Październik | Giacomo di Marino                                                                  | Marino Giangi                                                                          |
| 1485 | Kwiecień    | Maurizio di Antonio Lunardini                                                      | Bartolo di Pasquino                                                                    |
| 1485 | Październik | Sabatino di Bianco                                                                 | Cristoforo di Cecco di Vita                                                            |
| 1486 | Kwiecień    | Menetto di Menetto Bonelli                                                         | Valente di Paolo                                                                       |
| 1486 | Październik | Antonio di Bianco                                                                  | Marino Sammaritani                                                                     |
| 1487 | Kwiecień    | Evangelista di Girolamo Belluzzi                                                   | Marino di Simone Muccioli                                                              |
| 1487 | Październik | Simone di Antonio Belluzzi                                                         | Antonio di Polinoro Lunardini                                                          |
| 1488 | Kwiecień    | Bartolo di Antonio                                                                 | Fabrizio di Pier Leone Corbelli                                                        |
| 1488 | Październik | Simone di Antonio Belluzzi                                                         | Francesco di Antonio di Anastasio                                                      |
| 1489 | Kwiecień    | Giacomo di Marino                                                                  | Antonio di Girolamo                                                                    |
| 1489 | Październik | Marino di Antonio Giannini                                                         | Gabriele di Bartolo                                                                    |
| 1490 | Kwiecień    | Antonio di Maurizio Lunardini                                                      | Sabatino di Bianco                                                                     |
| 1490 | Październik | Giovanni di Menghino Calcigni                                                      | Marino Giangi                                                                          |
| 1491 | Kwiecień    | Antonio di Bianco                                                                  | Marino di Simone Muccioli                                                              |
| 1491 | Październik | Menetto di Menetto Bonelli                                                         | Matteo Tura                                                                            |
| 1492 | Kwiecień    | Riccio di Andrea                                                                   | Fabrizio di Pier Leone Corbelli                                                        |
| 1492 | Październik | Cristoforo di Cecco di Vita                                                        | Bonifazio di Andrea                                                                    |
| 1493 | Kwiecień    | Evangelista di Girolamo Belluzzi                                                   | Valente di Paolo                                                                       |
| 1493 | Październik | Menetto di Menetto Bonelli                                                         | Francesco di Antonio di Anastasio                                                      |
| 1494 | Kwiecień    | Antonio di Girolamo                                                                | Marino di Simone Muccioli                                                              |
| 1494 | Październik | Antonio di Maurizio Lunardini                                                      | Marino di Niccolò di Giovanetto                                                        |
| 1495 | Kwiecień    | Evangelista di Girolamo Belluzzi                                                   | Antonio di Polinoro Lunardini                                                          |
| 1495 | Październik | Marino di Antonio Giannini                                                         | Antonio di Simone Belluzzi                                                             |
| 1496 | Kwiecień    | Fabrizio di Pier Leone Corbelli                                                    | Sabatino di Bianco                                                                     |
| 1496 | Październik | Cristofaro di Cecco di Vita                                                        | Bonifazio di Andrea                                                                    |
| 1497 | Kwiecień    | Antonio di Bianco                                                                  | Andrea di Giorgio Loli                                                                 |
| 1497 | Październik | Matteo Tura                                                                        | Antonio di Bartolomeo                                                                  |
| 1498 | Kwiecień    | Giovanni di Menghino Calcigni                                                      | Valente di Paolo                                                                       |
| 1498 | Październik | Antonio di Girolamo                                                                | Marino di Antonio Giannini                                                             |
| 1499 | Kwiecień    | Marino di Niccolò di Giovanetto                                                    | Antonio di Maurizio Lunardini                                                          |
| 1499 | Październik | Cristoforo di Cecco di Vita                                                        | Bonifazio di Andrea                                                                    |